# シューベルトヘルメット
シューベルト（Schuberth GmbH）は、ドイツのマクデブルクに本社を置くドイツのヘルメットメーカーである。

## 概要
ブラウンシュヴァイクにて1922年に創業したが、当時はヘルメットではなくビールを製造していた。1929年にヘルメットの製造を始め、モータースポーツ向けヘルメットには1952年に参入した。2004年から2008年にかけて、創業の地であるブラウンシュヴァイクからマクデブルクに移転した。現在F1で義務付けられているカーボンファイバー製のヘルメットを初めて導入した。初めてレースで同社のヘルメットを使用したのは、ミハエル・シューマッハで、当時ミハエルはベル社のヘルメットを使用していたが、違約金をベルに払って、シューベルトのヘルメットを使用するようになった。
現在はF1で、一部ドライバーにヘルメットを提供している。かつてはスクーデリア・フェラーリと契約していたが、2015年にその契約は解除された。

## 主なユーザー（過去に使用したものも含む）

### 四輪車レース
- ミハエル・シューマッハ
- ルーベンス・バリチェロ
- ラルフ・シューマッハ
- ニック・ハイドフェルド
- ルカ・バドエル
- ジャンカルロ・フィジケラ - 現在はベルを使用
- マルク・ジェネ - 現在はベルを使用
- マーク・ウェバー - 現在はアライを使用
- フェルナンド・アロンソ - 現在はベルを使用
- フェリペ・マッサ - 現在はベルを使用
- ニコ・ロズベルグ - 現在はベルを使用
- キミ・ライコネン - 現在はベルを使用
- ニコ・ヒュルケンベルグ
- ジュール・ビアンキ
- 小林可夢偉 - フェラーリ所属時のみ使用
- セルジオ・ペレス
- ダニール・クビアト
- カルロス・サインツJr. - 現在はベルを使用
- パスカル・ウェーレイン - 現在はベルを使用
- マックス・フェルスタッペン
- ミック・シューマッハ
- 角田裕毅 - 2025年オーストリアグランプリより